# Dongzhang, Fujian
Dongzhang (kinesiska: 东张) är en köping i sydöstra Kina. Den ligger i Fuqing i staden Fuzhou i provinsen Fujian, omkring 41 kilometer söder om provinshuvudstaden Fuzhou. Antalet invånare är 24 634. Befolkningen består av 12 220 kvinnor och 12 414 män. Barn under 15 år utgör 17,0 %, vuxna 15-64 år 72 %, och äldre över 65 år 10,0 %.